# El mirador (programa de televisión)
El mirador fue un programa de Televisión Nacional de Chile, emitido entre 1991 y 2004. Desde su inicio hasta 2004 fue presentado por Patricio Bañados, y en general el programa se enfocaba en realizar temas sociales. El último año cambia de estilo el programa, manteniendo el nombre.

## Historia
El programa fue creado en 1991 como reemplazante del programa Temas, que había sido conducido por Mercedes Ducci, quien había emigrado a Canal 13 a fines de 1990, el en ese entonces director de Programación de TVN, Eduardo Tironi, le encarga a Ricardo Astorga, la elaboración del proyecto, pensado para Bañados. En un principio el programa trataba un tipo magazine con géneros periodísticos, y una estructura muy flexible, el programa incluía secciones como entrevistas de Patricio Bañados, «El catalejo» de Francisco Mouat o las «Crónicas personales» de Augusto Góngora.
Debido a la llegada de René Cortázar como director ejecutivo de TVN, en octubre de 1995, se produjeron roces con el equipo de realización de El mirador, que producirían la salida de Nibaldo Mosciatti, debido a censuras en temas, complicados para la línea editorial del canal. Sin embargo, ello no influyó en la continuidad del programa, que en 2001 alcanzó su más alta audiencia, promediando 26.9 puntos de índice de audiencia.
Debido a que ejecutivos de TVN catalogaban el programa como «melancólico», trataron de cambiar el estilo del programa sin éxito, sacando a Patricio Bañados de la conducción, por lo cual se decidió finalmente terminar el programa en 2003. Ello se sumó al proyecto que asumió el editor periodístico del programa, Ricardo Astorga, quien comenzó a realizar el programa La Ruta de....
Los realizadores Alejandra Toro y Vicente Parrini presentaron un nuevo proyecto a TVN, mientras Alberto Gesswein se cambió a Canal 13. Además, el 9 de enero de 2003, un asistente de producción estafó a la producción por 30 millones de pesos.

## Lista de episodios

### Temporada 1
| N.º en serie | N.º en temp. | Título                             | Fecha de emisión original |
| ------------ | ------------ | ---------------------------------- | ------------------------- |
| 1            | 1            | «El Chile de 1991»                 | 22 de agosto de 1991      |
| 2            | 2            | «Delito, diversión y religión»     | 1991                      |
| 3            | 3            | «El ciclo de la vida»              | 1991                      |
| 4            | 4            | «De la ficción a la realidad»      | 1991                      |
| 5            | 5            | «Puntos de vista»                  | 1991                      |
| 6            | 6            | «Inseguros»                        | 1991                      |
| 7            | 7            | «Un 1991 presente»                 | 1991                      |
| 8            | 8            | «Sobreviviendo»                    | 1991                      |
| 9            | 9            | «Trascendencia»                    | 1991                      |
| 10           | 10           | «Estilos y realidad»               | 1991                      |
| 11           | 11           | «Historia y familia»               | 1991                      |
| 12           | 12           | «Historia, innovación y tradición» | 1991                      |
| 13           | 13           | «Recuerdos»                        | 1991                      |

### Temporada 2
| N.º en serie | N.º en temp. | Título                         | Fecha de emisión original |
| ------------ | ------------ | ------------------------------ | ------------------------- |
| 14           | 1            | «El dolor de un guerrero»      | 1992                      |
| 15           | 2            | «Alias "la gringa"»            | 1992                      |
| 16           | 3            | «Gitanos: cante y dolor»       | 1992                      |
| 17           | 4            | «Caracas: sálvese quien pueda» | 1992                      |
| 18           | 5            | «Superbarrio»                  | 1992                      |
| 19           | 6            | «La sangre venía anunciada»    | 1992                      |
| 20           | 7            | «La ley de la calle»           | 1992                      |
| 21           | 8            | «Una cholita al parlamento»    | 1992                      |
| 22           | 9            | «Amor y vida propia»           | 1992                      |
| 23           | 10           | «El reventón ruso»             | 1992                      |
| 24           | 11           | «Lima: bien merece un milagro» | 1992                      |
| 25           | 12           | «De Rusia con amor»            | 1992                      |
| 26           | 13           | «Al año siguiente»             | 1992                      |

## Temáticas y censura
El programa trataba reportajes de corte social, sobre temas nacionales como, jóvenes pobladores y otros temas tabú para la sociedad de la época.
El mirador fue sometido a la censura en reportajes sobre detenidos desaparecidos, cuya emisión fue pospuesta, así como otro reportaje sobre la píldora abortiva, después de tantas ediciones fue sacado.

## Realizadores
El equipo encargado de realizar los programas estaba compuesto por:
- Alicia Fenieux
- Marta Rivas
- Francisca Sanz
- Alejandra Toro
- Claudia del Río
- Alberto Gesswein
- Augusto Góngora
- Nibaldo Mosciatti[1]
- Francisco Mouat
- Vicente Parrini
- Paola Coll

## Premios
El mirador ganó el Premio Ondas Iberoamericano de Televisión 2001, por el capítulo, «Quiero llorar a mares», programa sobre los detenidos desaparecidos, protagonizado por Ana González de Recabarren. Según el jurado del premio, «se trata de un documento televisivo excepcional, fiel reflejo de la historia reciente chilena y de excelente factura televisiva».